# Jurinella gertschi
Jurinella gertschi là một loài ruồi trong họ Tachinidae.